# Izigo
Izigo è una circoscrizione rurale (rural ward) della Tanzania situata nel distretto di Muleba, regione del Kagera. Conta una popolazione di 10 843 abitanti (censimento 2012).